# 徐福

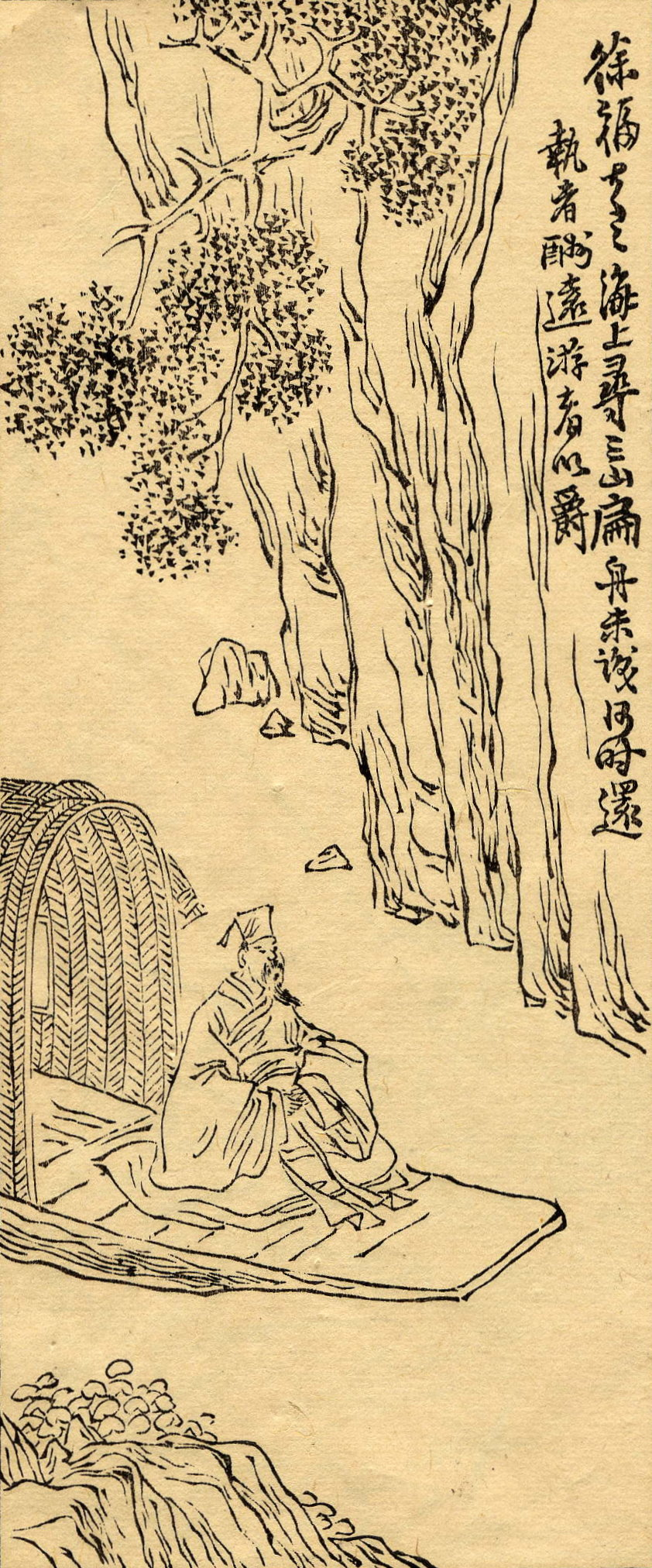
任熊『列仙酒牌』より
船に乗る徐福

徐 福（じょ ふく、拼音: Xú Fú、生没年不詳）は、秦の方士。斉国の琅邪郡（現在の山東省臨沂市周辺）の出身。本来の表記は徐巿（じょふつ）。日本に渡来したという伝説がある。

## 概要
『史記』巻百十八「淮南衡山列伝」によると、秦の始皇帝に「東方の三神山に長生不老の霊薬がある」と具申し、始皇帝の命を受け、3,000人の童男童女（若い男女）と百工（多くの技術者）を従え、財宝と財産、五穀の種を持って東方に船出したものの三神山には到らず、「平原広沢（広い平野と湿地）」を得て王となり、秦には戻らなかったとの記述がある。

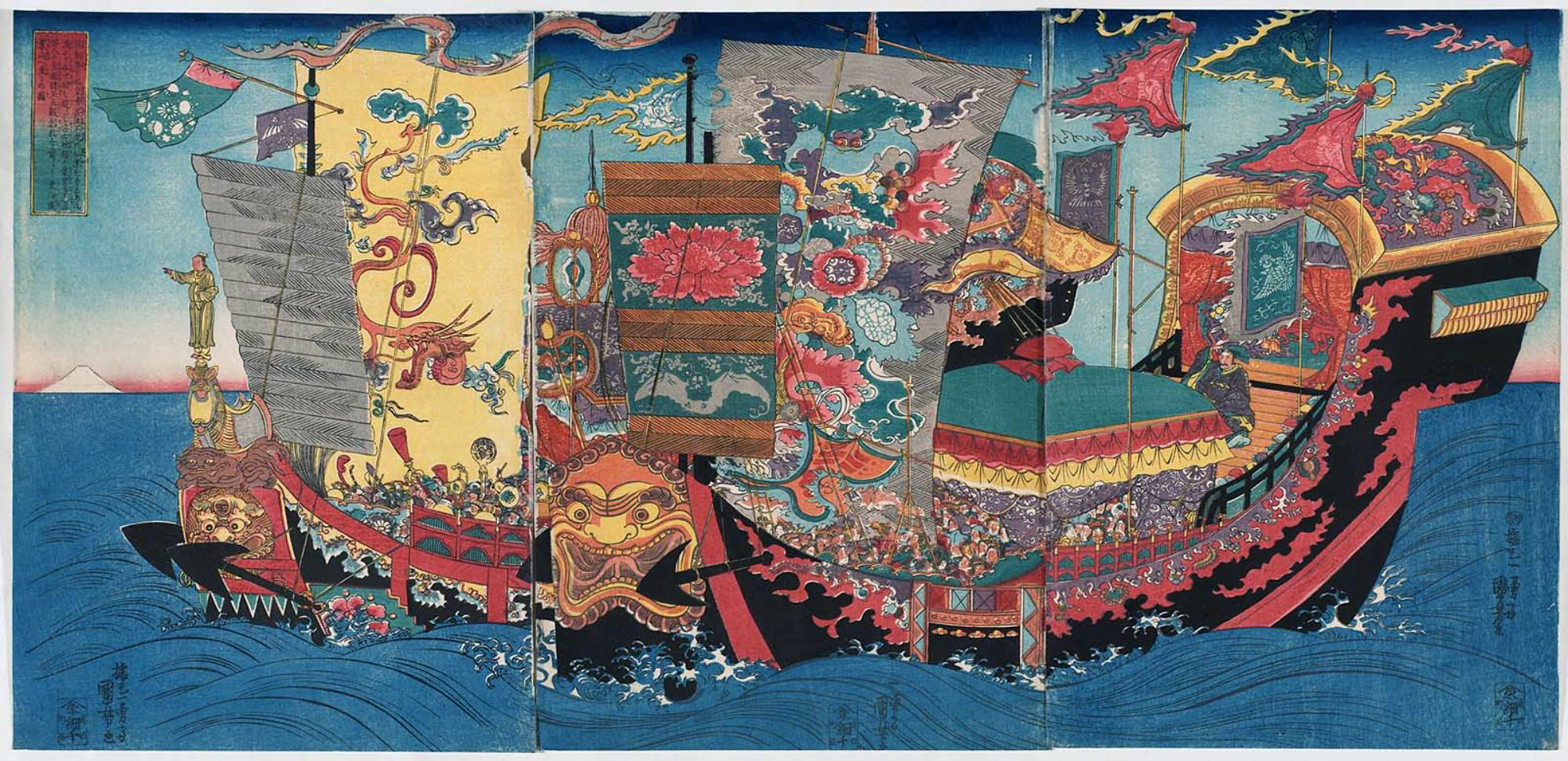
不死の妙薬を求めて航海に出る徐福（歌川国芳画）

東方の三神山とは、渤海の先にある神仙が住むとされた島で、蓬莱・方丈・瀛州（東瀛とも）のことであり、蓬壺・方壺（ほうこ）・瀛壺とも称し、あわせて「三壺」という。のち日本でも広く知られ、『竹取物語』でも「東の海に蓬莱という山あるなり」と記されている。。蓬莱や瀛州はのちに日本の呼称となった。魏晋南北朝時代の487年、瀛州は行政区分として制定されている。

同じく『史記』巻六「秦始皇本紀」に登場する徐氏は、始皇帝に不死の薬を献上すると持ちかけ、援助を得たものの、その後始皇帝が現地に巡行したところ、実際には出港していなかった。そのため、改めて出立を命じたものの、その帰路で始皇帝は崩御したという記述となっており、「不死の薬を名目に実際には出立せず、皇帝から金品をせしめた詐欺師」として描かれている。

## 出航地
出航地については、紀元前219年の第1回出航は河北省秦皇島市、第2回の紀元前210年の出航では浙江省寧波市慈渓市が有力とされる。しかし、すべては淮南衡山列伝を基づいた推測である。淮南衡山列伝は秦の始皇帝を騙した詐欺師の話で昔の中国人によく知られている伝説であった。昔の中国人は徐福がどこに逃げたか全く知らなかったが、台湾か日本に辿り着いたのではないかと推測した。そして、徐福が日本にたどり着いたという話が創作されるようになった。

## 伝承
徐福に関する伝説は、中国から日本や朝鮮半島に伝わって散在し、内容は地域によって様々であるが、いずれもほとんどが後代に作られた「淮南衡山列伝」の記述に基づいたものである。昔の中国人も徐福がどこに逃げたかはっきりしていなかったが、徐福が日本に逃げ出したと推測を記録しており、これが日本に伝わって多くの伝承が創作された。しかし、学者たちは徐福の到来は根拠がなく、虚構であって徐福は実際には日本に渡来していないという。この虚構の伝承は中国と日本に拡散し、徐福が天皇の先祖で大和政権を建設したとか徐福が秦氏の先祖であるという虚構の伝承が作られるようになった。

### 日本における伝承

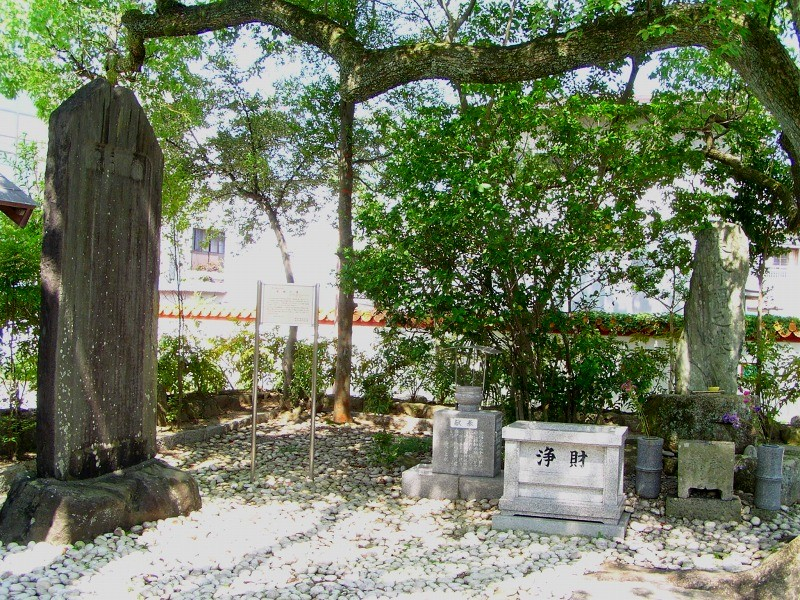
徐福公園内の徐福の墓（右）と徐福顕彰碑（左）

徐福が日本に渡来したのではないかという中国の伝説は日本にも伝わり、多くの伝承がある。徐福が当国に辿り着いた地として熊野（現在の三重県熊野市波田須町）周辺との伝承が残っている。昔の熊野のあたりが『秦住』と書いた、徐福の住舊地を土人に伝えされている。波田須駅付近には徐福ノ宮があり、彼が持参したと伝わるすり鉢をご神体としている。
また、同地からは秦代の貨幣である秦半両が出土しており、伝説と関連するのではとも言われている。近隣の和歌山県新宮市には、徐福の墓とされるものが伝わっており、徐福公園が造られている。
熊野が蓬莱に擬せられて、熊野三山が三神山に擬ぜられた俗説である。
福岡県八女市山内（童男山古墳）には徐福が渡航後に立ち寄り、体が温まるよう村人が枯れ木や落ち葉を燃やして助けたとの言い伝えが残り、徐福を弔う伝統行事「童男山ふすべ」が残っている。
佐賀県佐賀市の伝承では、同市の金立山に徐福が発見したとされる「フロフキ」という植物が自生する。フロフキは、カンアオイ（寒葵）の方言名で、地元では俗に「不老不死」が訛ってフロフキになった等ともいい、金立地区ではその昔、根や葉を咳止めとして利用していたという。
京都府伊根町の伝承では、徐福は同町に辿り着いたとしている。町内にある新井崎神社付近は菖蒲や黒節のよもぎなどの薬草が自生しており、徐福はこの地で不老不死の妙薬を探し当てたとされる。高い文化や技術を習得していた徐福は村人に慕われたので、当地に上陸後、故郷に帰ることなく村に滞在したといわれ、近隣で麻疹が流行して多くの村人が亡くなった際に、徐福を新井崎神社に祀ったところ救われたと伝えられる。現在も同社には徐福が祀られており、所蔵する古文書『新大明神口碑記』にも彼の事が記されている。しかし、新大明神口碑記は江戸時代の末期か近代に作られたものと評価されていて、正統の歴史学者たちは認めていない。
長野県佐久市の伝承では、徐福は蓼科山に住んでいた時に双子を儲けたとされ、彼らが遊んだ場所を「双子池」や「双子山」と名付けたという。
愛知県名古屋市の伝承では、紀元前210年（皇紀451年） - 秦の始皇帝が不老不死の薬を探し、日本にあるという情報から、方士の徐福という者に手に入れるようにと命じた。寧波より80隻の船に6000人でやってきた。その時に松巨島にも立ち寄ったとある。
他にも鹿児島県出水市・いちき串木野市、宮崎県延岡市、広島県廿日市市、愛知県一宮市・豊川市、東京都八丈町、秋田県男鹿市、青森県中泊町などに伝承が存在する。

### 中国における伝承
亶州は徐福が住み着いてその子孫が暮らしているという伝承がある。住民は会稽郡東冶県に時々は交易に来ていたという。夷州は台湾説・沖縄説・日本説があり、亶州は海南島説・ルソン島説・沖縄説・種子島説・日本説・済州島説がある。しかし、徐福が出てくる文献ははすべて淮南衡山列伝を基づいていて、淮南衡山列伝にも徐福はどこにたどり着いたのか書かれていない。亶州に秦の徐福が住み着いたという説や夷州と亶州を海外国とする説など全部歴史的な根拠はなく、淮南衡山列伝からの創作にすぎない。
伝承から創作が行われて、後代に作られた釈義楚の義楚六帖には、徐福が富士山に漂着したことが記され、顕徳五年（958年）に弘順大師が「徐福は各五百人の童男童女を連れ、日本の富士山を蓬莱山として永住し」と伝えたという。。
北宋の政治家・詩人である欧陽脩は淮南衡山列伝を基づいて、徐福が日本に渡来したと推測し『日本刀歌』を創作した。『日本刀歌』には「其先徐福詐秦民 採藥淹留丱童老 百工五種與之居 至今器玩皆精巧（日本人の祖である徐福は秦を欺き、薬を採取して連れて行った若者たちとその地に長らく留まった。連れて行った者の中には各種の技術者が居たため、日本の道具は全て精巧な出来である）」という内容で日本を説明する部分が存在する。

### 朝鮮における伝承
朝鮮王朝の申叔舟が創作した『海東諸国紀』には、孝霊天皇の御代に不老不死の薬を求めて日本の紀州に来て、そして崇神天皇の時に死んで神となり、人々に祀られるとある。この記述は、史記において徐福の記事がある始皇帝28年の翌年に、記紀に書かれる孝霊天皇即位72年を機械的に当てはめて説話を集めたものである。

### イスラエルの失われた10支族
近代の中国には徐福の末裔が天皇であるとか徐福が秦氏の先祖であるという話が創作されていて、「徐福」と「秦氏」は本当は「古代イスライム」から「秦」に渡って来た「イスラエルの失われた10支族」の一族とされている説も作られるようになった。

## 研究・調査・交流
1982年、中国において『中華人民共和国地名辞典』編纂の際の調査中、江蘇省連雲港市贛楡県金山鎮にある徐阜という村が清の乾隆帝の時代以前に「徐福村」と呼ばれており、徐福にまつわる伝承や遺跡があることが判明した。ただし、1980年代になるまでは、現地の旧家では「明代になって先祖がこの地に移住した」との伝承がなされていたことと、徐福の実在性自体が疑わしいことから、日本からの観光客を狙った村おこしではないかとの指摘がなされている。実際に徐阜村には日本人観光客が多く訪れ、名物「徐福茶」も好評だという。
また徐福が出航したとされる候補地の一つ、慈渓市では2000年3月30日に「徐福記念館」が開館したことを契機に日本の徐福研究者や縁者との交流が始まり、翌2001年秋には慈渓市竜山鎮文宛南路に「徐福小学」が開校した（なお、同校の揮毫は徐福の末裔と主張する日本徐福会名誉会長で内閣総理大臣も務めた羽田孜が行った）。
2008年10月、佐賀市に於いて佐賀・徐福国際シンポジウムが開催された。日本・中国・台湾・韓国から研究者が多数参加し、発表を行なった。吉野ヶ里遺跡との関連についても講演が行なわれた。

## 関連作品
楽曲
- 佐藤春夫が作詞した新宮市歌（1951年制定）では、1番に「徐福もこゝに来たりとか」の一節がある。

小説
- 今野敏の小説『蓬莱』は徐福伝説を扱っている。
- 丸山天寿の小説『琅邪の鬼』『琅邪の虎』『咸陽の闇』は徐福の弟子たちが古代中国の謎を解くミステリ－シリーズ。
- 松波太郎の小説『西暦二〇一一』（『LIFE』所収）は熊野地方の徐福伝説と中国の徐福村を扱っている。
- 京極夏彦の小説『塗仏の宴』は日本における徐福の伝承を扱っている。

漫画
- 諸星大二郎の短編コミックス『徐福伝説』では徐福の連れていた童子は3000人ではなく男子23人・女子23人の合計46人としている。文庫『暗黒神話』にも収録。
- 本宮ひろ志の漫画『こううんりゅうすい〈徐福〉』は不老不死となった徐福がその後の歴史を見守っていく。
- 諏訪緑の漫画『ひすいの国 -徐福と始皇帝 奇伝-』は始皇帝と徐福を題材とした歴史漫画。
- 原作大間九郎、漫画ワタナベタカシの漫画『マズ飯エルフと遊牧暮らし』では、徐福と童子達がたどり着いた異世界で作った国と未だ不老不死を追い求めている末裔達の集団・星見衆が登場する。

ゲーム
- 『不思議のダンジョン 風来のシレン3 からくり屋敷の眠り姫』において、東方に船出し実際に霊薬を見つけて不老不死となったとされる徐福が物語のキーパーソンとして重要な役割を演じている。